# 捷利任齊 (舊西尼亞瓦區)
49°35′42″N 27°32′7″E / 49.59500°N 27.53528°E
泰利任齊（烏克蘭語：Теліжинці）是位於烏克蘭西部的村莊，由赫梅利尼茨基州裡赫梅利尼茨基區的舊西尼亞瓦市鎮負責管轄。該村始建於1583年，面積1.64平方公里，海拔高度295米，2001年人口230。